# Асьентос
Асьентос (исп. Asientos) — город и административный центр одноимённого муниципалитета в мексиканском штате Агуаскальентес. Численность населения, по данным переписи 2010 года, составила 4 517 человек.